# Вуд, Джон (шотландский футболист)
Джон Вуд (англ. John Wood; 17 февраля 1894 — 9 сентября 1971) — шотландский футболист, нападающий. Известен по выступлениям за ряд шотландских клубов и за английский «Манчестер Юнайтед» в 1910-е и 1920-е годы.

## Футбольная карьера
Уроженец Левена, Файф, Джон Вуд начал карьеру в шотландском клубе «Хиберниан». В сезоне 1913/14 провёл 13 матчей и забил 3 мяча в чемпионате Шотландии. Во время Первой мировой войны выступал за футбольную команду «Блэк Уотч» 3-го батальона Королевского полка Шотландии. После окончания войны продолжил выступать за «Хиберниан». В общей сложности провёл за команду 63 матча и забил 10 мячей.
В дальнейшем играл за шотландские команды «Данфермлин Атлетик» и «Лохгели Юнайтед». В июне 1921 года стал игроком «Дамбартона». Дебютировал за клуб 20 августа 1921 года в матче чемпионата против «Килмарнока». Четыре дня спустя забил свой первый гол за команду в игре против «Гамильтон Академикал». Всего в сезоне 1921/22 забил за «Дамбартон» 25 мячей в лиге, включая четыре «дубля» и один «хет-трик».
В мае 1922 года перешёл в английский клуб «Манчестер Юнайтед» за 1750 фунтов. Дебютировал за клуб в первом матче сезона 1922/23 против «Кристал Пэлас» на стадионе «Олд Траффорд»; матч завершился победой «Юнайтед» со счётом 2:1 благодаря голам Джо Спенса и Джона Вуда. Гол в дебютном матче за «Юнайтед» стал для Вуда единственным: он сыграл за команду ещё 14 матчей в лиге и 1 в Кубке Англии, но больше мячей не забил. Последним его матчем в основном составе стала игра Кубка Англии против «Брэдфорд Сити». По окончании сезона Вуд покинул клуб.
В июне 1923 года вернулся в Шотландию, став игроком «Сент-Миррена». Провёл в клубе полтора сезона, сыграв 32 матча и забив 18 мячей. По ходу сезона 1924/25 сменил клуб, став игроком «Ист Стерлингшира», выступавшего во Втором дивизионе шотландской Футбольной лиги. Провёл за клуб 40 матчей и забил 33 мяча.
В 1926 году сменил несколько клубов, короткое время выступая за «Гамильтон Академикал» и «Кауденбит», пока не стал игроком клуба второго дивизиона чемпионата Шотландии «Ист Файф», где провёл три последующие сезона (сыграл 83 матча, забил 67 мячей). Сезон 1928/29 провёл в клубе «Аллоа Атлетик» (14 матчей, 7 мячей), после чего завершил карьеру.

## Статистика выступлений
| Клуб              | Сезон            | Лига                      | Лига | Лига | Кубок | Кубок | Итого | Итого |
| Клуб              | Сезон            | Дивизион                  | Игры | Голы | Игры  | Голы  | Игры  | Голы  |
| ----------------- | ---------------- | ------------------------- | ---- | ---- | ----- | ----- | ----- | ----- |
| Хиберниан         | 1913/14          | Первый дивизион Шотландии | 14   | 3    | 7     | 0     | 21    | 3     |
| Хиберниан         | 1918/19          | Первый дивизион Шотландии | 5    | 0    | —     | —     | 5     | 0     |
| Хиберниан         | 1919/20          | Первый дивизион Шотландии | 34   | 7    | 3     | 0     | 37    | 7     |
| Хиберниан         | Итого            | Итого                     | 53   | 10   | 10    | 0     | 63    | 10    |
| Дамбартон         | 1921/22          | Первый дивизион Шотландии | 42   | 25   | 1     | 0     | 43    | 25    |
| Дамбартон         | Итого            | Итого                     | 42   | 25   | 1     | 0     | 43    | 25    |
| Манчестер Юнайтед | 1922/23          | Второй дивизион Англии    | 15   | 1    | 1     | 0     | 16    | 1     |
| Манчестер Юнайтед | Итого            | Итого                     | 15   | 1    | 1     | 0     | 16    | 1     |
| Сент-Миррен       | 1923/24          | Первый дивизион Шотландии | 17   | 13   | 2     | 2     | 19    | 15    |
| Сент-Миррен       | 1924/25          | Первый дивизион Шотландии | 13   | 3    | —     | —     | 13    | 3     |
| Сент-Миррен       | Итого            | Итого                     | 30   | 16   | 2     | 2     | 32    | 18    |
| Ист Стерлингшир   | 1924/25          | Второй дивизион Шотландии | 12   | 13   | 2     | 3     | 14    | 16    |
| Ист Стерлингшир   | 1925/26          | Второй дивизион Шотландии | 25   | 17   | 1     | 0     | 26    | 17    |
| Ист Стерлингшир   | Итого            | Итого                     | 37   | 30   | 3     | 3     | 40    | 33    |
| Ист Файф          | 1925/26          | Второй дивизион Шотландии | 9    | 8    | —     | —     | 9     | 8     |
| Ист Файф          | 1926/27          | Второй дивизион Шотландии | 38   | 41   | 7     | 7     | 45    | 48    |
| Ист Файф          | 1927/28          | Второй дивизион Шотландии | 27   | 10   | 2     | 1     | 29    | 11    |
| Ист Файф          | Итого            | Итого                     | 74   | 59   | 9     | 8     | 83    | 67    |
| Аллоа Атлетик     | 1928/29          | Второй дивизион Шотландии | 12   | 7    | 2     | 0     | 14    | 7     |
| Аллоа Атлетик     | Итого            | Итого                     | 12   | 7    | 2     | 0     | 14    | 7     |
| Всего за карьеру  | Всего за карьеру | Всего за карьеру          | 263  | 148  | 28    | 13    | 291   | 161   |